# マルカリーア
マルカリーア（伊: Marcaria）は、イタリア共和国ロンバルディア州マントヴァ県にある、人口約6,300人の基礎自治体（コムーネ）。

## 地理

### 位置・広がり

#### 隣接コムーネ
隣接するコムーネは以下の通り。
- アックアネグラ・スル・キエーゼ
- ボルゴ・ヴィルジーリオ
- ボッツォロ
- カステッルッキオ
- クルタトーネ
- ガゾルド・デリ・イッポーリティ
- ガッツオーロ
- レドンデスコ
- サン・マルティーノ・ダッラルジネ
- ヴィアダーナ

### 気候分類・地震分類
気候分類では、zona E, 2388 GGに分類される。
また、イタリアの地震リスク階級 (it) では、zona 3 (sismicità bassa) に分類される。

## 行政

### 分離集落
マルカリーアには、以下の分離集落（フラツィオーネ）がある。
- Campitello, Canicossa, Casatico, Cesole, Gabbiana, Ospitaletto, San Michele in Bosco